# Oberkäsbach
Oberkäsbach ist ein Wohnplatz in Oberodenthal in der Gemeinde Odenthal im Rheinisch-Bergischen Kreis.

## Lage und Beschreibung
Oberkäsbach liegt im Südosten der Gemeinde, nördlich von Altehufe. Der Käsbach umfließt die Ortschaft entgegen dem Uhrzeigersinn.

## Etymologie
Der Name Käsbach stammt von keis, keisa mit der Bedeutung die Biegung.

## Geschichte
Im Odenthaler Bruderschaftsbuch von 1513 ist ein Johann Weber mit Frau Merge aus Kiesbach genannt. 1603 ist das Gut zu Keeßberg als Teil der Honschaft Scherf in der Zehntliste aufgeführt. Carl Friedrich von Wiebeking benennt die Hofschaft auf seiner Charte des Herzogthums Berg 1789 als Oberkesbach. Aus ihr geht hervor, dass Oberkäsbach zu dieser Zeit Teil von Oberodenthal in der Herrschaft Odenthal war.
Unter der französischen Verwaltung zwischen 1806 und 1813 wurde die Herrschaft aufgelöst und Oberkäsbach wurde politisch der Mairie Odenthal im Kanton Bensberg zugeordnet. 1816 wandelten die Preußen die Mairie zur Bürgermeisterei Odenthal im Kreis Mülheim am Rhein. In den 1840er Jahren gehörte der Käsbacher Hof neben Lengsberg mit 242 Morgen Land dem Freiherrn von Geyr-Schweppenburg.
Der Ort ist auf der Topographischen Aufnahme der Rheinlande von 1824 und auf der Preußischen Uraufnahme von 1840 als Ober Käsbach verzeichnet. Ab der Preußischen Neuaufnahme von 1892 ist er auf Messtischblättern regelmäßig als Oberkäsbach oder ohne Namen verzeichnet.
| Jahr | Einwohner | Wohngebäude | Kategorie  | Bemerkung            |
| ---- | --------- | ----------- | ---------- | -------------------- |
| 1822 | 18        |             | Ackergüter | genannt Ober-Kärbach |
| 1830 | 21        |             | Ackergut   | genannt Ober-Kärbach |
| 1845 | 25        | 4           | Ackergüter | genannt Ober-Käsbach |
| 1871 | 49        | 5           | Hofstelle  |                      |
| 1885 | 36        | 10          | Ortschaft  | genannt Ober Käsbach |
| 1895 | 34        | 8           | Ortschaft  | genannt Ober Käsbach |
| 1905 | 32        | 8           | Ortschaft  |                      |

Seit 1910 gehört die Ortschaft kirchlich zum Rektorat Herrenstrunden, das 1918 eigenständige Pfarre wurde.

## Niederkäsbach
Eine korrespondierende Ortslage Niederkäsbach oder Unterkäsbach existiert heute nicht mehr. Die Topographia Ducatus Montani des Erich Philipp Ploennies, Blatt Amt Miselohe, belegt, dass der Wohnplatz 1715 als Freyhof kategorisiert wurde und mit u.Kesbach  bezeichnet wurde. Auf Carl Friedrich von Wiebekings Charte des Herzogthums Berg ist  nordwestlich von Oberkäsbach Niederkesbach in der Nähe von Amtmannscherf verzeichnet. Diese Ortslage ist auf der  Topographischen Aufnahme der Rheinlande von 1824 nicht mehr verzeichnet.